# とべとべ十勝
『とべとべ十勝』（－とかち）は、HBCラジオ帯広放送局で1973年10月から1994年9月までの21年間放送されたお昼の十勝地方向けローカルラジオ番組。20周年を記念したテレホンカードも発行された（卓田和広アナのHBCアナウンサー日記にも一部紹介されている）。姉妹番組として『もっと十勝』も放送されていたが、当番組の土曜日版である。
月曜日はハガキ、火曜日以降は電話によるリクエストに応える内容で、若年層から中年層まで幅広いリスナー層を取り込んだ長寿番組へと成長し、最高で聴取率10%をマークした。かつて、HBCテレビで全道向けに不定期で放送していたが、放送内容は異なる。

## 番組について
- 当時、HBCに入社して間もない本社アナウンス部所属の新人アナウンサーは、新人研修終了後も継続して本社アナウンス部に所属出来るのは稀であり、入社して半年から1年後には道内各地の地方局に配属されるのがほとんどであった。
- 当番組は長らく、帯広局所属のHBCアナウンサーが番組を務めていたが、1986年に入って女性アナウンサーの地方局勤務が廃止され、男性アナウンサーと地元採用の女性パーソナリティが務めていた。
- 晩年の担当パーソナリティシフトは、男性アナ1名と、女性パーソナリティ2名の持ち回りで、男性と女性の2人が月曜日と金曜日、火曜日・木曜日は女性パーソナリティ、水曜日は、男性アナだった（※最終回ウィークは3名全員で担当したが、ラジオスタジオ内は空調設備が整っていないことに加え、夏場だったこともあり30度以上にまで上がり、熱いといったぼやきがトーク中で紹介されている、また冬場になると電気ストーブを付けていたという逸話も披露されている）。
- 番組のオープニングは曜日毎のジングルのあと、簡単なご挨拶や、帯広市内の天気などを紹介し、「HBCラジオ・とべとべ十勝」のコール後、オープニングテーマ（パーシー・フェイス・オーケストラ『燃える珊瑚礁』）が流れ、引き続きトークといった流れだった。
- 一時期、オープニングトークの終わりは「12時54分までエンジン全開でお送りします」といった決め台詞があった。
- 電話での受付は正午から12時40分まで。受付アナウンスは「帯広0155、23局の○○○○番（2回繰り返し）」と紹介していた。
- CM入り前は必ず、受付電話番号のご案内を繰り返していた。
- インフォメーションコーナーでは、JR帯広駅発着の特急指定席の向こう1週間の空席状況、帯広空港発の飛行機の空席状況、移動献血車「ひまわり号」のお知らせを必ず紹介していたほか、金曜日は、週末のイベント情報を伝えていた。BGMはクスコの曲である。
- 十勝地方のこれからの天気のコーナーでは、天気予報に加えて、冬場は峠道（日勝峠・狩勝峠・通年通行が開始された晩年は三国峠も）の天気も伝えていた。
- 帯広局のテレビローカルCM枠では、ラジオ番組ではあるが、番組宣伝を行っていた（オープニングテーマ曲に乗せて、オープンテープが再生されたり、ミキサーのフェーダーを上げると、VU計の針が振れるカットがテンポよく映り、パーソナリティ3名の露出のあと「とべとべ十勝は月曜から金曜の正午から！」というコメントで終わるものだった）
- 日替わりコーナーを設け、毎週ひとつのテーマで、町に繰り出して市民の声をマイクで拾う「ちかこの一言聞かせて」や、頑固な親父を紹介する「頑固おやじを探せ」といったコーナーがあった。
- 「とべとべ十勝」の番組オープニングや、帯広局ローカルのCM枠では「春・夏・秋・冬巡る・夢・WE LOVE TOKACHI HBC」というオリジナルジングルが、1990年代まで帯広局エリアで放送されていた（現在も月曜日〜金曜日迄の午前10時50分開始となる「道東ホットインフォメーション」の前などに放送されており、釧路バージョンや根室バージョンも放送されている。[1]）。
- 土曜日に放送されていた『もっと十勝』も、当番組とほぼ同じ内容だった。

## タイムテーブル
（※楽曲等を省いた簡単な時系列・土曜日の『もっと十勝』もほぼ同じ）
- 12:00 オープニング
- 12:05 週間賞のお知らせ/リクエスト告知など
- 12:10 （※各曜日の日替わりコーナー 金曜日は地元ディーラーによる中古車情報があった）
- 12:20 十勝地方のこれからの天気（金曜日は日本気象協会北海道支社と電話による中継）
- 12:35 とべとべ十勝インフォメーションコーナー
- 12:50 金曜日のみ週間賞の発表
- 12:54 道新ニュース（提供・CM関係は帯広ローカル/ニュース本編は札幌からの全中放送）

## 番組中よく流れたローカルCM
- 大丸薬局
- 日本紳士服チェーン・テーラー溝口
- パチンコ・ボンボン
- 帯広駅前はとやビル・めがねのタケザワ
- 勝毎ホームセンター
- めがねの水晶堂
- 藤丸百貨店
- 日専連おびひろ(日専連のキャッシング、まじょかるカード)(現:日専連ジェミス)
- 帯広しんきん
- 番屋
- 玉姫殿（現：ベルクラシック帯広）
- ベルコセレモニーホール
- 帯広日産自動車・帯広日産中古車ギャラリー
- 十勝川温泉第一ホテル豊州亭（天気予報提供）
- グリュック王国（天気予報提供）
- オートサロングループ
- パチンコ風車(10秒スポット)
- TO吉RO
- フォトアート
- ホテル大平原
- アンデルセン（現・クランベリー）
- 熱原グループ
- 東北海道ヤナセ（道新ニュース提供枠）
- 大納堂（道新ニュース提供枠）
- 衣原企画（道新ニュース提供枠）
- 帯広三菱自動車
- 香川商会
- ダイイチ（旧・帯広フードセンター）
- ウェディングプラザみやもと
- 十勝川温泉・グランドホテル雨宮館
- とんかつのみしな
- 阿寒ビューホテル
- 中古部品の滑川（5秒CM）
- 中札内村かつら旅館
- 帯広警察署交通課職員による啓発スポット
- 北日本建設（1時の時報）
- アメリカンフォダー
- NCおびひろ（現：NCカード） など

## その他
- 地元では、十勝毎日新聞と並ぶ生活の一部になっていたため、「とべとべ十勝」の認知度が高く、終了後も気づかない人も多かった。
- 北海道新聞のテラ欄には、【札以外は別】ないしは【函・旭・帯・釧は別】。地元の十勝毎日新聞には「とべとべ十勝」（※タウン8広小路などミニ番組も掲載）、東北海道新聞には、テレビ欄の下段に「本日のローカル番組」というタイトルで「とべとべ十勝」が掲載された。
- オープニングテーマは、パーシーフェイスオーケストラ「燃える珊瑚礁」。番組終了まで使用され続けた。
- 年に何度か、屋外からの公開生放送が行われ、最終回は上士幌・バルーンフェスティバルの会場からの生中継だった。
- とべとべ十勝終了後、ミニ番組「パラダイスとかち」（12:30-12:40）が放送されたが、ほどなくして終了し、「カーナビRadio午後1番」が正午スタートになってからは、ローカル枠はCM枠と午後1時の道新ニュースのみとなってしまった。
- Mr.Childrenや、DREAMS COME TRUEなど人気アーティストがブレイク前にゲストで登場している。
- 北海道の公立高校入試合格者発表日(毎年3月下旬)になると、帯広放送局では「十勝地方公立高校入試合格者発表」を午前10時から放送したため、「ありがとう松永俊之です」といった通常番組や、「テレフォン人生相談」「永六輔・遠藤泰子 誰かとどこかで」などの全国ネット番組を休止し、2時間強に渡る放送を実施した。このため、この合格者発表の日のみ、12時すぎからの放送となった。（ただしローカル番組の「タウン8広小路お買い物案内」などミニ番組は12時をまたいでも放送されている）またHBCラジオでは、旭川局、函館局などでも同様の特番が組まれた（※余談だがSTV帯広放送局も90年代はじめに2度ほど「工藤じゅんきの十人十色」を中止し、帯広ローカルで合格者発表が行われた）。
- 西5条南5丁目（現在のハローワーク帯広）に局舎があった頃は、老朽化のためか、ラジオスタジオやテレビスタジオの改修工事が行われ、テレビスタジオから放送されたことも度々あった。逆にローカルテレビ番組「LET'S GO TOKACHI」がラジオスタジオから放送されたこともある。
- 十勝地方では、時報の後と30分後にニュース・天気・道路情報が放送されていることで、十勝地方の基幹産業である農業関係者の間では好評で、ライバル局であるSTV帯広放送局のラジオ送信出力がHBCに比べて弱かったこと（当時は1KW）も加え、さらには、この番組の成功もあってHBCラジオの聴取率シェアが他の地方に比べて多くHBCの社史にも掲載されている。ただし近年では帯広市及びその近郊で、FM-JAGAにシェアが奪われはじめている傾向がある。
- 卓田アナは、HBCテレビの十勝地方向けローカル番組「卓田和広のチャ・チャ・チャ・チャレンジ」の企画で1度、コアラのぬいぐるみを被って番組に臨んだことがある。
- 番組に寄せられたリクエスト本数と、地元のレコードショップ、有線放送のリクエストランキングを集計したオリジナルのチャートを土曜日の「十勝カントリーマガジン」内で紹介していた。この番組は帯広にコミュニティFMが開局する前のことで、十勝カントリーマガジンのオープニングでは「十勝地方で唯一の音楽情報番組」と紹介していた。
- 当番組と『もっと十勝』の終了後、ライバル局のSTV帯広放送局では「ちかこのサタデー十勝」という番組が土曜日の17:00～17:15に放送され、パーソナリティは当番組出身の安斉ちか子が担当している。（番組開始当初は日曜日の16:30～17:00）

## 歴代パーソナリティ
- 横田久
- 桜井宏
- 蓙彩子
- 奥津雅人
- 河西優子
- 高橋重美
- 大神政敏
- 橋本能成
- 卓田和広